# Каллирое (город)
Каллирое (Каллироэ; др.-евр. לשע‬) — город в древней Палестине с целебными источниками, которыми пользовался царь Ирод перед смертью (ум. в 39 году). Согласно «Ономастикону» Иеронима (IV век), город располагался восточнее Мёртвого моря и ранее назывался Лаша («ключ»; «источник»). Город обозначен на мозаичной карте из Мадабы VI века.

## Название
Таргум Ионафана (Быт. 10:19) переводит название города др.-евр. לשע‬ именем ивр. קלרוהי‎, и с ним согласны Иерусалимский Талмуд (Иегил., I, 9), Сифри (Дебар., I, 7) и Берешит Рабба (XXXVII).

## Тождественность
Нейбауэр полагает, что Каллирое тождествен с ивр. נירם‎ или ивр. נירס‎, упомянутыми в Санхедрин (108а), как местность, где имеется горячий источник.